# Гавриловский сельский совет (Покровский район)
Гавриловский сельский совет (укр. Гаврилівська сільська рада) — входит в состав
Покровского района
Днепропетровской области
Украины.
Административный центр сельского совета находится в 
с. Гавриловка.

## История
- 1924 — дата образования.

## Населённые пункты совета
- с. Гавриловка
- с. Подгавриловка